# Gino Finizio
Pour les articles homonymes, voir Finizio.
Gino Finizio (né le 10 mars 1941 à Salerne) est un designer, architecte, auteur, professeur et Design manager italien qui exerce à Milan. Il est reconnu en particulier pour sa contribution au design management, c’est-à-dire à l’intégration entre la culture des affaires et celle du projet ; il constitue le point de rencontre entre le design industriel, le marketing stratégique, la communication, la formation et le design des moyens de transport.
Finizio a développé différentes disciplines en rapport avec le design. Dans le domaine de l’enseignement il a trouvé le terrain fertile nécessaire à la croissance de ses idées novatrices et de ses recherches. Sa carrière académique l’a conduit dans les universités d’Espagne, d’Allemagne, de France, des Pays-Bas et de Grèce.

## Jeunesse
Le père de Gino, Federico Finizio, était professeur d’allemand et a occupé le poste de directeur de la chambre de commerce de Naples ; sa mère, Giuseppina Di Presto, était femme au foyer. Au cours de ses premières expériences professionnelles en tant que design manager, Gino Finizio a travaillé avec des architectes et des designers de renommée internationale (Carlo Scarpa, Achille Castiglioni, Michele De Lucchi, Alessandro Mendini, Jean Nouvel, Mario Bellini, Isao Hosoe, Antonio Citterio, Toshiyki Kita, Richard Sapper, etc.) et a obtenu des positions managériales et d’innovation du produit[pas clair], en particulier dans le secteur des composants d’ameublement et du Design des Moyens de transport (3M, B&B Italia (it), BBB Bonacina, Bernini, Zerodisegno, Alfa Romeo, Fiat Auto, Elasis, Lancia CRF, Fincantieri, CNH Global).

## Carrière
Finizio a travaillé durant de nombreuses années (1963-1986) en tant que directeur du marketing et du design pour de grandes entreprises telles que 3M Italia, B&B Italia et Giorgetti Meda.
En 1986, Finizio fonde Gino Finizio S.r.l., à Milan, où il travaille comme design manager et comme designer pour d’importantes industries de secteur, des centres de recherche et des sociétés d’ingénierie de renommée internationale (Alfa Romeo, Apple, Aprilia, B&B Italia, Ceccato, Fiat Auto, Fincantieri, Giorgetti, Hitachi Ltd., IBM, Kartell, Lancia, Minotti, Mondatori, Panasonic, Poliform, LG Electronics, Zambon, Montefibre).
En 1990, il commence à travailler comme formateur en entreprise, en concevant et en coordonnant le Master en Management de l’IPSOA et en donnant des conférences et des séminaires sur ce sujet.
Dans le monde académique, Finizio enseigne la gestion du projet, avec une attention particulière envers le design et le développement du produit, le design industriel et la gestion du design auprès de prestigieux centres universitaires européens d’architecture, ingénierie et design industriel.
En 1991, il conçoit et coordonne le master en design et management de l’université d’architecture de l’IUAV de Venise, en continuant, toujours sur le même sujet, auprès de l’École polytechnique de Milan et l’Université La Sapienza à Rome.
En 2001, Finizio devient codirecteur du master en « design et gestion des moyens de transport » auprès de la faculté du design de l’École polytechnique de Milan.

## Concept et design du produit
Gino Finizio, en tant que design manager, a participé à différents projets de conception de produit :
- Concept car Telematica e Mobilità avec Michele De Lucchi pour Fiat (1997) ;
- Concept car Trasformabilità e Personalizzazione avec Isao Hosoe pour Fiat (1997) ;
- Laboratoire matériaux Nuova 500 avec Alessandro Mendini pour Fiat (1997) ;
- Concept car Mobility and Communication avec Jean Nouvel pour Fiat (1997) ;
- Projet O.S.A. avec  Mario Bellini, Isao Hosoe et Alessandro Mendini pour Fiat (1997) ;
- Concept car Auto Mobile Auto Immobile avec Mario Bellini pour le centre de recherche de Fiat (1998) ;
- Concept car Sport Utilities avec Richard Sapper pour le centre de recherche de Fiat (1998) ;
- Concept car New Small avec Michele De Lucchi pour le centre de recherche de Fiat (1998) ;
- Material Lab avec Alessandro Mendini pour le centre de recherche de Fiat (1998) ;
- Commande multicolore avec Richard Sapper pour URMET (1998) ;
- Téléphone électrique avec Angelo Cortesi pour URMET (1998) ;
- Vidéophones Atlantico et Onda, téléphone Micro avec Michele De Lucchi pour URMET (1998) ;
- Lavage Auto Aries avec Isao Hosoe pour Ceccato (2000) ;
- Concept car Sportività Evoluta avec Antonio Citterio pour Alfa Romeo CRF (2000) ;
- Concept Easy Car avec Toshiyuki Kita pour Lancia CRF (2002) ;
- Construction cabine navale pour FINCANTIERI ;
- Matériaux conceptuels pour 3M (2004) ;
- Projet d’éclairage pour bateaux de croisière pour FINCANTIERI (2005) ;
- Handle Tool avec  Michele De Lucchi pour Colombo Design (2007) ;
- Handle Nautilus avec Mario Bellini pour Colombo Design (2008).

## Design du meuble
Gino Finizio, en tant que Design Manager, a coordonné les activités et la recherche pour l’innovation pour le compte de nombreuses entreprises de l’industrie du meuble :
- Achille Castiglioni Tric Trac, Alfieri, Quarck pour BBB Bonacina ;
- De Pas, D’Urbino, Lomazzi Popper, Popper Flex pour BBB Bonacina ;
- Carlo Scarpa Pranzo (serie), Sedia 765, Tavolo 760 – 761 Poltroncina serie 1934, Zibaldone, Libreria 1935 pour Bernini ;
- Massimo Vignelli Serie Forte pour Bernini ;
- Mario Marenco Navona pour Bernini ;
- Karl Overture Artù pour Bernini ;
- Gianfranco Frattini Sesamo, Sedia 830-832 pour Bernini ;
- Franco Poli Cangranda, Verona, Ulna, Radio, Locanda, Duse pour Bernini ;
- Guido Canali Tavolo pour Bernini ;
- Giulio Lazzotti Gregge pour Bernini ;
- Gaetano Pesce Broadway, Luigi o “mi amate voi?” pour Bernini ;
- Achille Castiglioni San Luca pour Bernini ;
- Antonio Rossin Piana, Camera da letto pour Bernini ;
- Renaud Bozon Uba et Tube pour Bernini ;
- Paolo Nava Arka pour Bernini ;
- Carlo Viganò Cantona pour Bernini ;
- De Pas, D'urbino, Lomazzi Octapus, Panels & Cellings pour ZERODISEGNO ;
- Denis Santachiara Volare pour ZERODOSEGNO ;
- Gaetano Pesce Umbrellachair pour ZERODISEGNO ;
- Gae Aulenti Orsa Maggiore pour ELAM ;
- De Pas, D’Urbino, Lomazzi Portoncino Portatutto pour Lualdi ;
- Paolo Nava Colori pour TESI ;
- Massimo Morozzi Bomb pour TESI ;
- Giovanni Levanti Aliante pour TESI ;
- Giovanni Offredi Novale pour TESI.

## Activités académiques
Finizio a été professeur de Design Management et Design des Moyens de transport auprès des Facultés d’Architecture, d’Ingénierie et de Design Industriel suivantes :
- École Polytechnique de Milan, Faculté d’Architecture, Faculté d’Ingénierie, Faculté de Design industriel ;
- Université La Sapienza de Rome, faculté d’architecture ;
- Université de Naples Federico II, faculté d’architecture ;
- Seconde Université de Naples, faculté d’architecture,
- Université de Giessen, Design industriel
- École supérieure de Design, Elisava, Université Pompeu Fabra à Barcelone
- Royal College of Art (avec le support de FIAT Auto), Transportation design,
- Académie Der Bildenden Kunste de Stuttgart

## Ouvrages
Le premier livre de Finizio, Design & Marketing : Gérer l’idée propose une synthèse du rôle du marketing dans le Design et dans les produits industriels et explique les interactions entre le Design et les affaires. Finizio invente l’arbre du Design qui exprime la philosophie où le Design est la véritable valeur du produit. L’idée prend forme à travers la technologie et les matériaux afin de devenir un produit industriel. Dans le livre, Finizio théorise les 4R – Ressources, Révolution, Retour sur investissements, Recherche et développement et les 4D – Design, Distribution, Développement et Décision. Il s’agit d’une alternative à la tradition anglo-saxonne qui conçoit le design comme une valeur ajoutée au produit.
Le thème du second livre Architecture & Mobility : Tradition and Innovation exprime le concept de l’auto comme objet qui a changé la ville du XIXe siècle en une métropole de banlieues et d’autoroutes. Dans ce livre, il a été demandé à plusieurs architectes d’explorer comment l’Architecture et les idées de Design peuvent créer une nouvelle philosophie conceptuelle pour l’automobile, comme une sorte d’architecture domestique qui interagit avec le milieu environnant. Le livre se concentre sur le rapport entre la ville immobile et cette « architecture mobile » de l’auto, en présentant les travaux d’architectes mondialement reconnus comme Frank Gehry, Rem Koolhaas, Jean Nouvel, Massimiliano Fuksas, Renzo Piano, Antonio Citterio, Michele De Lucchi et Alessandro Mendini. L’équilibre entre les deux facteurs est la mission urgente et fascinante du Design, qui aboutit à la pensée d’une auto citadine qui doit nécessairement coévoluer profondément vers de nouveaux horizons.

## Distinctions
En 2005, la Faculté d’Architecture de la Seconde Université de Naples a remis un doctorat honoris causa en design industriel à Gino Finizio pour sa contribution dans le monde académique, économique et industriel.